# Anton Piëch
Anton Piëch /'antoːn 'piɛç/ (21 de septiembre de 1894 en Viena, Imperio austrohúngaro - 29 de agosto de 1952 en Klagenfurt, Austria) fue un abogado austriaco. Yerno de Ferdinand Porsche, dirigió entre 1941 y 1945 la Volkswagenwerk GmbH, entidad que gestionaba la fábrica que producía los vehículos Volkswagen (KdF-Wagen) en Wolfsburgo, Alemania.

## Trayectoria
Anton Piëch nació en Viena el 21 de septiembre de 1894, hijo del abogado Anton Paul Piëch. Se licenció en Jurisprudencia en 1922 por la Universidad de Viena y se estableció como abogado en su ciudad natal, donde tuvo como clientes, entre otros, a varios nacionalsocialistas austriacos. A final de los años 1920 defendió a Ferdinand Porsche en un litigio contra Daimler-Benz por un contrato laboral. En 1928 Anton Piëch se casó con Louise, la hija de Ferdinand Porsche. Juntos tendrían tres hijos, Ernst, Hans-Michel y Ferdinand, y una hija, Louise.
Participó con un 15% en la fundación el 25 de abril de 1931 de la Dr. Ing. h.c. F. Porsche GmbH en Stuttgart. En la sociedad comanditaria derivada en 1937 (Porsche KG), su participación ascendía al 10%. Piëch representaba a la sociedad en cuestiones judiciales y contractuales.
En mayo de 1933 se hizo miembro del entonces ilegal NSDAP de Austria. En julio de 1937, meses antes del Anschluss, ingresó en el NSDAP de la Alemania unificada y en 1944 en las SS.
En junio de 1941 asumió el cargo de jefe de fábrica en la planta donde se fabricaban los Volkswagen en Wolfsburgo y, sucediendo a Otto Dyckhoff y junto a Ferdinand Porsche y Bodo Lafferentz, el de gerente de Volkswagenwerk GmbH, que décadas más tarde se convertiría en la actual Volkswagen AG. Como mano derecha de Ferdinand Porsche, presumiblemente se involucró en la adaptación de la planta de Wolfsburgo para la fabricación de armamento, como la célebre "arma de represalia" V1. Bajo su dirección, trabajaron en la planta de VW unos 20 000 trabajadores forzosos de Polonia, la URSS, Italia, Francia, Bélgica y los Países Bajos, así como prisioneros políticos alemanes y, entre 1942 y 1945, internos del campo de concentración de Arbeitsdorf. En total representaron unos dos tercios de la mano de obra de la planta durante la Segunda Guerra Mundial. Según algunas listas incompletas, en Wolfsburgo fallecieron unos 500 prisioneros de guerra, deportados y prisioneros de campos de concentración. En Rühen, cerca de la fábrica, la dirección de la misma edificó un hogar infantil para los recién nacidos de las trabajadoras forzosas. Al menos 350 niños fallecieron allí, al ser separados de sus madres dos semanas después de su nacimiento para que estas pudiesen reincorporarse al trabajo.
Piëch fue también comandante de cuatro compañías del Volkssturm, cuyos soldados guardaban en su mayoría algún tipo de relación con la fábrica. El 10 de abril de 1945 ordenó a sus tropas retirarse en dirección al Elba. Bajo el pretexto de reubicar en un lugar seguro la dirección de la Volkswagenwerk GmbH, se trasladó con 10 millones de marcos a través de Nejdek hacia Zell am See, donde su familia poseía una finca. El dinero debía servir para la deslocalización de una fábrica de Neudek hacia Algovia, pero esto no llegó a ocurrir nunca y los fondos terminaron financiando la Porsche KG. Acabada la guerra, y debido a la ausencia de una notificación de destitución, Piëch siguió ejerciendo como máximo mandatario de Volkswagenwerk GmbH hasta noviembre de 1945. Utilizó estos últimos meses para cancelar facturas abiertas de Porsche KG.
A instancias del ministro de justicia francés Pierre-Henri Teitgen, fue detenido a finales de 1945 en Baden-Baden junto a Ferdinand y Ferry Porsche, tras una invitación del ministro de industria francés Marcel Paul. Se les acusó de, durante la ocupación alemana de Francia, trasladar forzosamente trabajadores franceses a Wolfsburgo, así como organizar la deportación de directivos de la firma Peugeot a campos de concentración. Asimismo, se les responsabilizó de desmontar y trasladar maquinaria y herramientas de Peugeot a la fábrica de VW. Piëch y Ferdinand Porsche pasaron 22 meses en cárceles francesas. Ferdinand Porsche terminó siendo eximido de responsabilidad en los hechos juzgados gracias al testimonio de multitud de testigos.
Anton Piëch participó en la firma del acuerdo firmado el 17 de septiembre de 1948 en Bad Reichenhall entre Volkswagenwerk GmbH (bajo la dirección del nuevo director general Heinrich Nordhoff) y la Porsche Kommanditgesellschaft. Como resultado del nuevo tratado, Porsche dejaba de encargarse de las actividades de desarrollo de los Volkswagen, como venía ocurriendo hasta la fecha. Gracias a las tasas de licencia y los derechos de representación pagados por VW, se sentaron las bases financieras para la nueva fábrica de Dr. Ing. h.c. F. Porsche AG.
En 1950 Piëch fue gerente en Salzburgo de la Porsche Konstruktionen-GmbH, que había sido fundada el 1 de abril de 1947 en Gmünd in Kärnten. y de la "Representación General de Volkswagen" en Austria, con sede en Salzburgo, lo que más tarde sería el Porsche Holding, en la actualidad accionista mayoritario del Grupo Volkswagen.
El 29 de agosto de 1952 falleció de forma inesperada en Klagenfurt, y su mujer Louise asumió la dirección de los negocios en Austria. Está enterrado en Zell am See.